# Marele Premiu al Austriei
Marele Premiu al Austriei este o cursă organizată anual în Spielberg, Austria, care face parte din calendarul Formulei 1.

## Istoric
Formula 1 a concurat prima dată în Austria în 1964 la Aerodromul Zeltweg, iar din 1970 la circuitul numit atunci Österreichring. Aflat în sud-estul Austriei, circuitul era foarte rapid, cu viraje deschise. Acest lucru era foarte popular pentru piloți, și în special pentru Ferrari, care a dominat primul Grand Prix din Austria.
Ani cu accidente mari i-a făcut pe FIA să scoată circuitul din calendar în 1987. Investiții importante și o reproiectare aproape completă a pistei a adus Formula 1 în Austria în 1997, cu Jacques Villeneuve câștigând cursa.
În 2002, Formula 1 a fost rușinată de faptul că Rubens Barrichello i-a acordat victoria lui Michael Schumacher aproape de linia de sosire în Austria. Cursa a fost scoasă din calendar din nou în 2004, întorcându-se în 2014 sub numele de „Red Bull Ring”.

## Edițiile Marelui Premiu al Austriei (Formula 1)
| An          | Pole position                                         | Cel mai rapid tur                                     | Pilotul câștigător                                    | Constructorul câștigător                              | Circuit                                               | Detalii                                               |
| ----------- | ----------------------------------------------------- | ----------------------------------------------------- | ----------------------------------------------------- | ----------------------------------------------------- | ----------------------------------------------------- | ----------------------------------------------------- |
| 1964        | Graham Hill                                           | Dan Gurney                                            | Lorenzo Bandini                                       | Ferrari                                               | Zeltweg                                               | Detalii                                               |
| 1965 - 1969 | Nu a făcut parte din Campionatul Mondial de Formula 1 | Nu a făcut parte din Campionatul Mondial de Formula 1 | Nu a făcut parte din Campionatul Mondial de Formula 1 | Nu a făcut parte din Campionatul Mondial de Formula 1 | Nu a făcut parte din Campionatul Mondial de Formula 1 | Nu a făcut parte din Campionatul Mondial de Formula 1 |
| 1970        | Jochen Rindt                                          | Jacky Ickx Clay Regazzoni                             | Jacky Ickx                                            | Ferrari                                               | Österreichring                                        | Detalii                                               |
| 1971        | Jo Siffert                                            | Jo Siffert                                            | Jo Siffert                                            | BRM                                                   | Österreichring                                        | Detalii                                               |
| 1972        | Emerson Fittipaldi                                    | Denny Hulme                                           | Emerson Fittipaldi                                    | Lotus-Ford                                            | Österreichring                                        | Detalii                                               |
| 1973        | Emerson Fittipaldi                                    | Carlos Pace                                           | Ronnie Peterson                                       | Lotus-Ford                                            | Österreichring                                        | Detalii                                               |
| 1974        | Niki Lauda                                            | Clay Regazzoni                                        | Carlos Reutemann                                      | Brabham-Ford                                          | Österreichring                                        | Detalii                                               |
| 1975        | Niki Lauda                                            | Vittorio Brambilla                                    | Vittorio Brambilla                                    | March-Ford                                            | Österreichring                                        | Detalii                                               |
| 1976        | James Hunt                                            | James Hunt                                            | John Watson                                           | Penske-Ford                                           | Österreichring                                        | Detalii                                               |
| 1977        | Niki Lauda                                            | John Watson                                           | Alan Jones                                            | Shadow-Ford                                           | Österreichring                                        | Detalii                                               |
| 1978        | Ronnie Peterson                                       | Ronnie Peterson                                       | Ronnie Peterson                                       | Lotus-Ford                                            | Österreichring                                        | Detalii                                               |
| 1979        | René Arnoux                                           | René Arnoux                                           | Alan Jones                                            | Williams-Ford                                         | Österreichring                                        | Detalii                                               |
| 1980        | René Arnoux                                           | René Arnoux                                           | Jean-Pierre Jabouille                                 | Renault                                               | Österreichring                                        | Detalii                                               |
| 1981        | René Arnoux                                           | Jacques Laffite                                       | Jacques Laffite                                       | Ligier-Matra                                          | Österreichring                                        | Detalii                                               |
| 1982        | Nelson Piquet                                         | Nelson Piquet                                         | Elio de Angelis                                       | Lotus-Ford                                            | Österreichring                                        | Detalii                                               |
| 1983        | Patrick Tambay                                        | Alain Prost                                           | Alain Prost                                           | Renault                                               | Österreichring                                        | Detalii                                               |
| 1984        | Nelson Piquet                                         | Niki Lauda                                            | Niki Lauda                                            | McLaren-TAG                                           | Österreichring                                        | Detalii                                               |
| 1985        | Alain Prost                                           | Alain Prost                                           | Alain Prost                                           | McLaren-TAG                                           | Österreichring                                        | Detalii                                               |
| 1986        | Teo Fabi                                              | Gerhard Berger                                        | Alain Prost                                           | McLaren-TAG                                           | Österreichring                                        | Detalii                                               |
| 1987        | Nelson Piquet                                         | Nigel Mansell                                         | Nigel Mansell                                         | Williams-Honda                                        | Österreichring                                        | Detalii                                               |
| 1988 - 1996 | Nu s-a desfășurat                                     | Nu s-a desfășurat                                     | Nu s-a desfășurat                                     | Nu s-a desfășurat                                     | Nu s-a desfășurat                                     | Nu s-a desfășurat                                     |
| 1997        | Jacques Villeneuve                                    | Jacques Villeneuve                                    | Jacques Villeneuve                                    | Williams-Renault                                      | A1-Ring                                               | Detalii                                               |
| 1998        | Giancarlo Fisichella                                  | David Coulthard                                       | Mika Häkkinen                                         | McLaren-Mercedes                                      | A1-Ring                                               | Detalii                                               |
| 1999        | Mika Häkkinen                                         | Mika Häkkinen                                         | Eddie Irvine                                          | Ferrari                                               | A1-Ring                                               | Detalii                                               |
| 2000        | Mika Häkkinen                                         | David Coulthard                                       | Mika Häkkinen                                         | McLaren-Mercedes                                      | A1-Ring                                               | Detalii                                               |
| 2001        | Michael Schumacher                                    | David Coulthard                                       | David Coulthard                                       | McLaren-Mercedes                                      | A1-Ring                                               | Detalii                                               |
| 2002        | Rubens Barrichello                                    | Michael Schumacher                                    | Michael Schumacher                                    | Ferrari                                               | A1-Ring                                               | Detalii                                               |
| 2003        | Michael Schumacher                                    | Michael Schumacher                                    | Michael Schumacher                                    | Ferrari                                               | A1-Ring                                               | Detalii                                               |
| 2004 - 2013 | Nu s-a desfășurat                                     | Nu s-a desfășurat                                     | Nu s-a desfășurat                                     | Nu s-a desfășurat                                     | Nu s-a desfășurat                                     | Nu s-a desfășurat                                     |
| 2014        | Felipe Massa                                          | Sergio Pérez                                          | Nico Rosberg                                          | Mercedes                                              | Red Bull Ring                                         | Detalii                                               |
| 2015        | Lewis Hamilton                                        | Nico Rosberg                                          | Nico Rosberg                                          | Mercedes                                              | Red Bull Ring                                         | Detalii                                               |
| 2016        | Lewis Hamilton                                        | Lewis Hamilton                                        | Lewis Hamilton                                        | Mercedes                                              | Red Bull Ring                                         | Detalii                                               |
| 2017        | Valtteri Bottas                                       | Lewis Hamilton                                        | Valtteri Bottas                                       | Mercedes                                              | Red Bull Ring                                         | Detalii                                               |
| 2018        | Valtteri Bottas                                       | Kimi Räikkönen                                        | Max Verstappen                                        | Red Bull Racing-Honda                                 | Red Bull Ring                                         | Detalii                                               |
| 2019        | Charles Leclerc                                       | Max Verstappen                                        | Max Verstappen                                        | Red Bull Racing-Honda                                 | Red Bull Ring                                         | Detalii                                               |
| 2020        | Valtteri Bottas                                       | Lando Norris                                          | Valtteri Bottas                                       | Mercedes                                              | Red Bull Ring                                         | Detalii                                               |
| 2021        | Max Verstappen                                        | Max Verstappen                                        | Max Verstappen                                        | Red Bull Racing-Honda                                 | Red Bull Ring                                         | Detalii                                               |
| 2022        | Max Verstappen                                        | Max Verstappen                                        | Charles Leclerc                                       | Ferrari                                               | Red Bull Ring                                         | Detalii                                               |
| 2023        | Max Verstappen                                        | Max Verstappen                                        | Max Verstappen                                        | Red Bull Racing-Honda RBPT                            | Red Bull Ring                                         | Detalii                                               |
| 2024        | Max Verstappen                                        | Fernando Alonso                                       | George Russell                                        | Mercedes                                              | Red Bull Ring                                         | Detalii                                               |
| Sursa:      |                                                       |                                                       |                                                       |                                                       |                                                       |                                                       |

### Statistici
Șapte piloți au obținut cel puțin câte un hat-trick (pole position, cel mai rapid tur și victorie într-o cursă): Jo Siffert în 1971, Ronnie Peterson în 1978, Alain Prost în 1985, Jacques Villeneuve în 1997, Michael Schumacher în 2003, Lewis Hamilton în 2016 și Max Verstappen în 2021 și 2023.
Piloții și echipele îngroșate concurează în sezonul actual de Formula 1.

#### Multipli câștigători
| Victorii | Pilot              | Ani                    |
| -------- | ------------------ | ---------------------- |
| 4        | Max Verstappen     | 2018, 2019, 2021, 2023 |
| 3        | Alain Prost        | 1983, 1985, 1986       |
| 2        | Ronnie Peterson    | 1973, 1978             |
| 2        | Alan Jones         | 1977, 1979             |
| 2        | Mika Häkkinen      | 1998, 2000             |
| 2        | Michael Schumacher | 2002, 2003             |
| 2        | Nico Rosberg       | 2014, 2015             |
| 2        | Valtteri Bottas    | 2017, 2020             |

| Victorii | Constructor | Ani                                |
| -------- | ----------- | ---------------------------------- |
| 6        | McLaren     | 1984, 1985, 1986, 1998, 2000, 2001 |
| 6        | Ferrari     | 1964, 1970, 1999, 2002, 2003, 2022 |
| 6        | Mercedes    | 2014, 2015, 2016, 2017, 2020 2024  |
| 4        | Lotus       | 1972, 1973, 1978, 1982             |
| 4        | Red Bull    | 2018, 2019, 2021, 2023             |
| 2        | Renault     | 1980, 1983                         |

#### Multipli deținători depole position
| Pole-uri | Pilot              | Ani                    |
| -------- | ------------------ | ---------------------- |
| 4        | Max Verstappen     | 2021, 2022, 2023, 2024 |
| 3        | Niki Lauda         | 1974, 1975, 1977       |
| 3        | René Arnoux        | 1979, 1980, 1981       |
| 3        | Nelson Piquet      | 1982, 1984, 1987       |
| 3        | Valtteri Bottas    | 2017, 2018, 2020       |
| 2        | Emerson Fittipaldi | 1972, 1973             |
| 2        | Mika Häkkinen      | 1999, 2000             |
| 2        | Michael Schumacher | 2001, 2003             |
| 2        | Lewis Hamilton     | 2015, 2016             |

#### Multipli deținători de cel mai rapid tur
| CMRT | Pilot              | Ani                    |
| ---- | ------------------ | ---------------------- |
| 4    | Max Verstappen     | 2019, 2021, 2022, 2023 |
| 3    | David Coulthard    | 1998, 2000, 2001       |
| 2    | René Arnoux        | 1979, 1980             |
| 2    | Alain Prost        | 1983, 1985             |
| 2    | Michael Schumacher | 2002, 2003             |
| 2    | Lewis Hamilton     | 2016, 2017             |

## Câștigătorii Marelui Premiu al Austriei (Non-Formula 1)
Câștigătorii edițiilor care nu au făcut parte din Campionatul Mondial de Formula 1.
| An   | Pilot                        | Constructor    | Locație        |
| ---- | ---------------------------- | -------------- | -------------- |
| 1963 | Jack Brabham                 | Brabham-Climax | Zeltweg        |
| 1965 | Jochen Rindt                 | Ferrari        | Zeltweg        |
| 1966 | Gerhard Mitter Hans Herrmann | Porsche        | Zeltweg        |
| 1967 | Paul Hawkins                 | Ford           | Zeltweg        |
| 1968 | Jo Siffert                   | Porsche        | Zeltweg        |
| 1969 | Jo Siffert Kurt Ahrens Jr.   | Porsche        | Österreichring |